# Monte Obama
O Monte Obama (conhecido como Pico Boggy até 4 de agosto de 2009) é o ponto mais alto da ilha de Antígua e também do estado de Antígua e Barbuda. Está localizado no sudoeste da ilha. Tem 402 m de altitude. Recebeu o nome em homenagem a Barack Obama, presidente dos Estados Unidos.

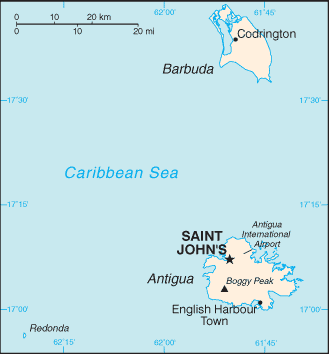
Mapa de Antígua e Barbuda, com o Monte Obama (Pico Boggy) em Antígua